# St. Hubertus (Großkampenberg)

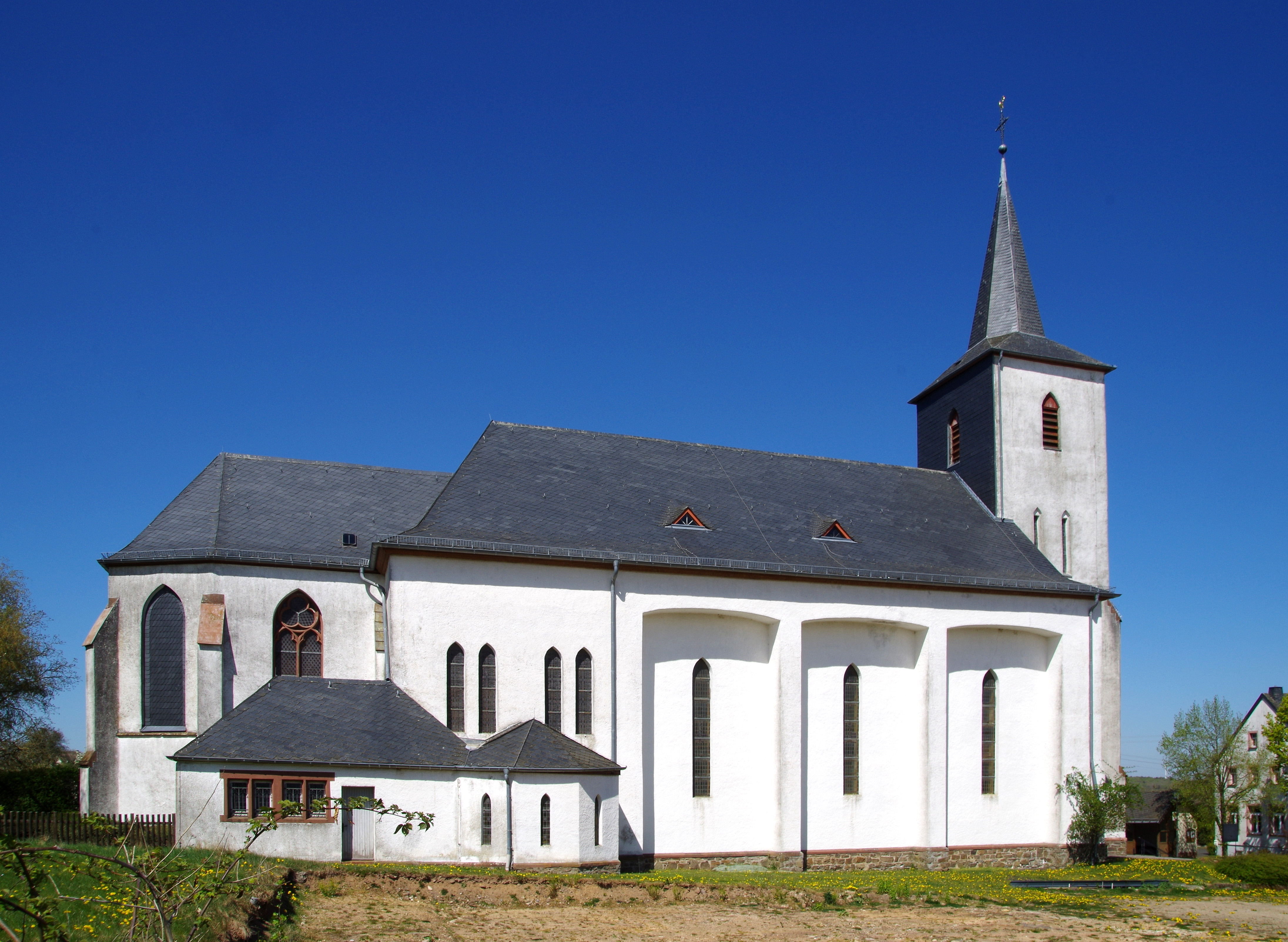
St. Hubertus (Großkampenberg)

Die Kirche St. Hubertus ist die römisch-katholische Pfarrkirche von Großkampenberg im Eifelkreis Bitburg-Prüm in Rheinland-Pfalz. Die Pfarrei Großkampenberg gehört in der Pfarreiengemeinschaft Arzfeld zum Pastoralen Raum Neuerburg.

## Geschichte

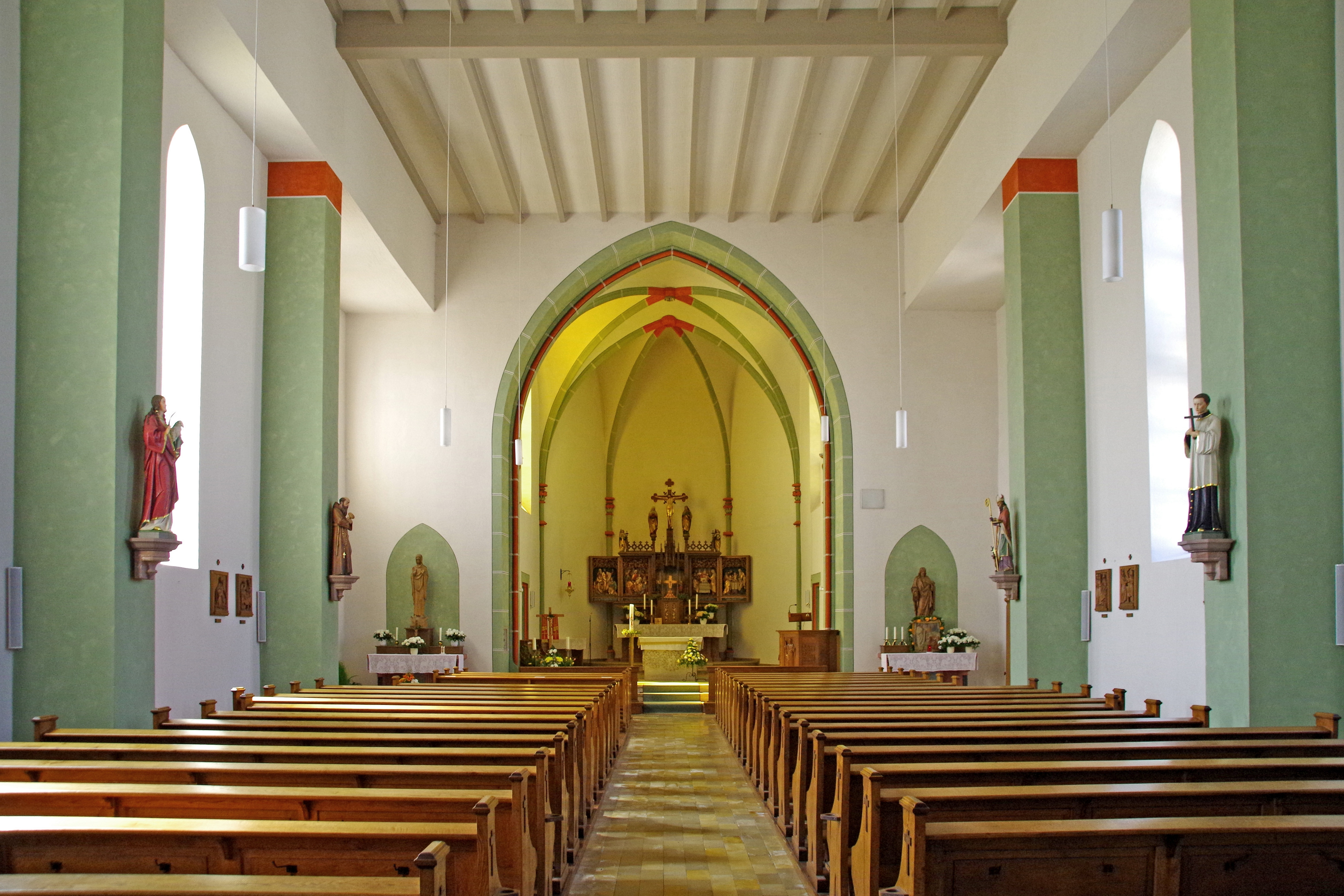
St. Hubertus (Großkampenberg)

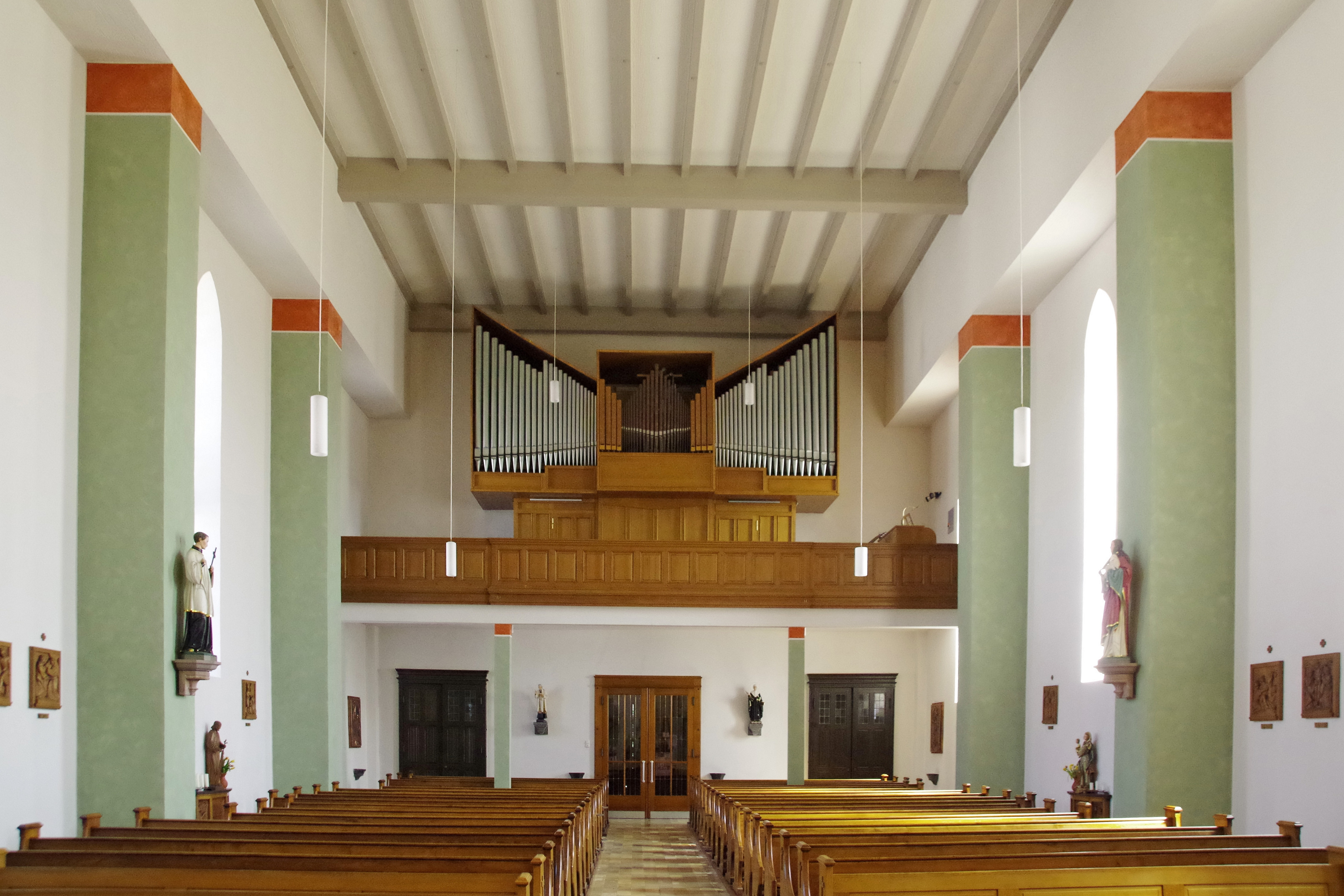
Blick zur Orgelempore mit Sebald-Orgel (1962)

Der Architekt Johann Adam Rüppel baute 1910 die neugotische Kirche St. Hubertus mit schlankem hohem Kirchturm. Sie wurde im Zweiten Weltkrieg zerstört; beim Wiederaufbau von 1948 bis 1950 konnten nur der Chor und die unteren Partien des Frontturmes erhalten werden. Der Kirchenraum hat heute eine Flachdecke. Der Turm ist gedrungen. 1996 wurde der neugotische Hochaltar restauriert wieder aufgestellt. Die Sebald-Orgel von 1962 hat 21 Register.

## Pfarrer ab 1907
- 1907–1919: Adam Faber
- 1919–1930: Nikolaus Weiler
- 1930–1939: Jakob Bersch
- 1940–1946: Karl Schwaab
- 1946–1954: Peter Diewald
- 1954–1960: Otto Stücklen
- 1961–1964: Rudolf Gerber
- 1965–1989: Lutwin Gilla
- 1991–?: Edmund Thaddäus Zejmo